# Heh

Heh.

Heh eller Neheh var i egyptisk mytologi en av Nuns aspekter.
Heh förbands med evigheten och avbildades som en man med symboler för liv och framgång.